# Albert Christoph Reindel
Pour les articles homonymes, voir Reindel.
Albert Christoph Reindel, né le 23 juillet 1784 à Nuremberg et mort en février 1853 dans la même ville, est un graveur allemand.

## Biographie
Albert Christoph Reindel naît le 23 juillet 1784 à Nuremberg.
Il devait devenir commerçant, mais il montre si peu d'enclin pour cette profession, que son père le fait d'abord instruire en dessin auprès de Gustav Philipp Zwinger (de), puis le met en apprentissage en 1798 chez le graveur Heinrich Guttenberg. Quelques dessins à la sanguine datent de la période d'enseignement de Zwinger. En 1803, il part pour Paris avec son professeur Guttenberg et continue à travailler sous sa direction jusqu'en 1809. Salvage l'initie à l'étude de l'anatomie. Il est influencé par ses relations avec son compatriote, le graveur Friedrich Geißler, le peintre Joh. Friedr. Wilh. Müller de Stuttgart et le graveur français Desnoyers.
Il exerce une influence considérable sur l'art de sa ville natale par son activité à l'école des beaux-arts de cette ville. 
Peu de temps après son retour de Paris, en 1811, il est nommé directeur de l'Académie de peinture, fondée en 1662 et très négligée à l'époque, qu'il réorganise entièrement et transforme en 1819 en une école d'art, où il enseigne dans l'Actzeichen et dont il est le directeur jusqu'à sa mort, survenue le 23 février 1853, ou le 27 février 1853.

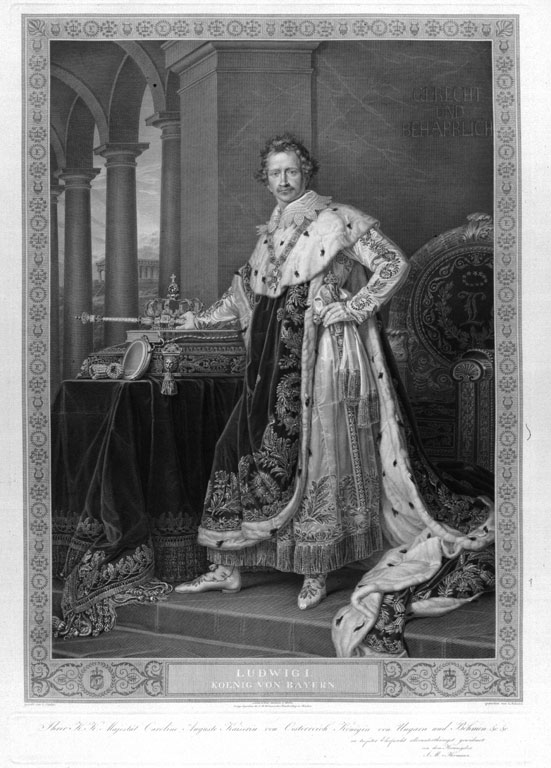
Ludwig I. von Bayern, gravure d'après Joseph Karl Stieler.
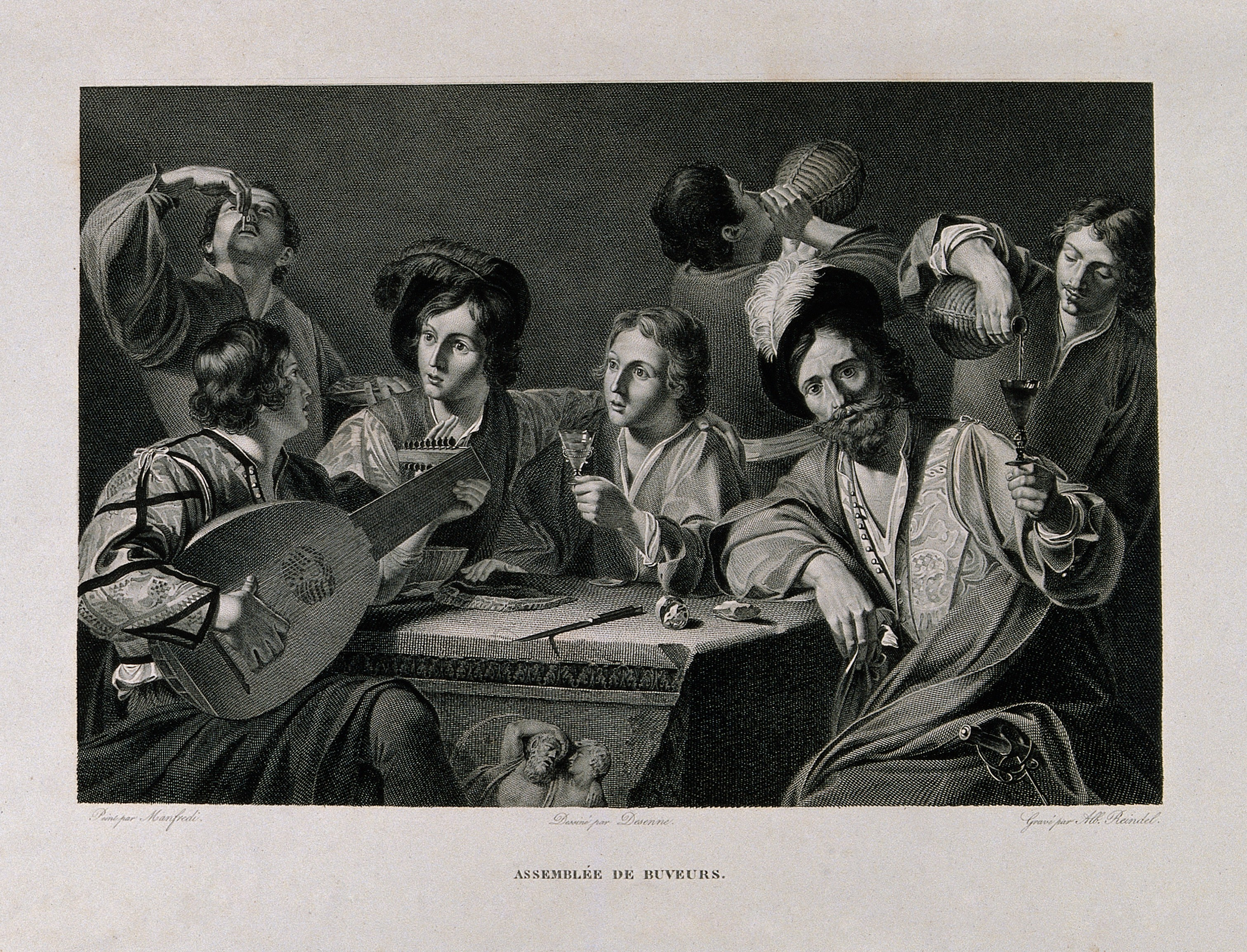
Hommes et garçons à une table en train de boire pendant qu'un musicien joue de la luth, gravure d'après Alexandre-Joseph Desenne et Bartolomeo Manfredi.

## Élèves
Parmi ses élèves, on peut citer les graveurs Franz von Stadler, Friedrich Wagner, Johann Philipp Walther, Johann Georg Serz, le dessinateur Johann Georg Wolf et le peintre Karl Jäger (en).